# The Albany Night Boat
The Albany Night Boat est un film américain réalisé par Alfred Raboch, sorti en 1928.

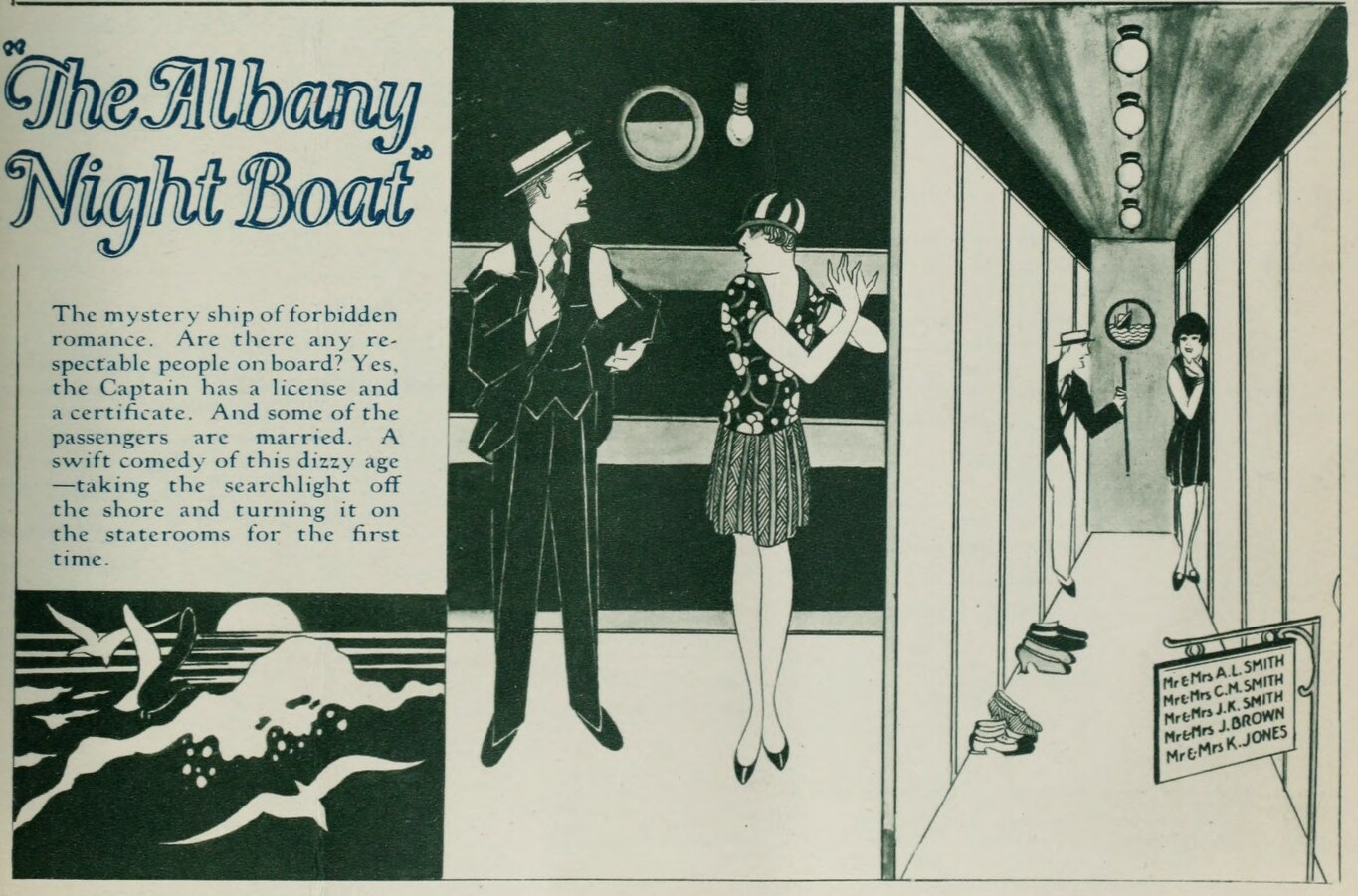
Annonce pour le film.

C'est le premier film indépendant dans lequel joue Olive Borden après la fin de son contrat avec la Fox.

## Fiche technique
- Réalisation : Alfred Raboch
- Scénario : Frederic Hatton (en), Al Martin (en), Wellyn Totman
- Photographie : Ernest Miller
- Montage : Byron Robinson
- Genre : Mélodrame[2]
- Production : Tiffany-Stahl Pictures
- Distributeur : Tiffany-Stahl Pictures
- Durée : 64 minutes
- Date de sortie : 20 juillet 1928

## Distribution

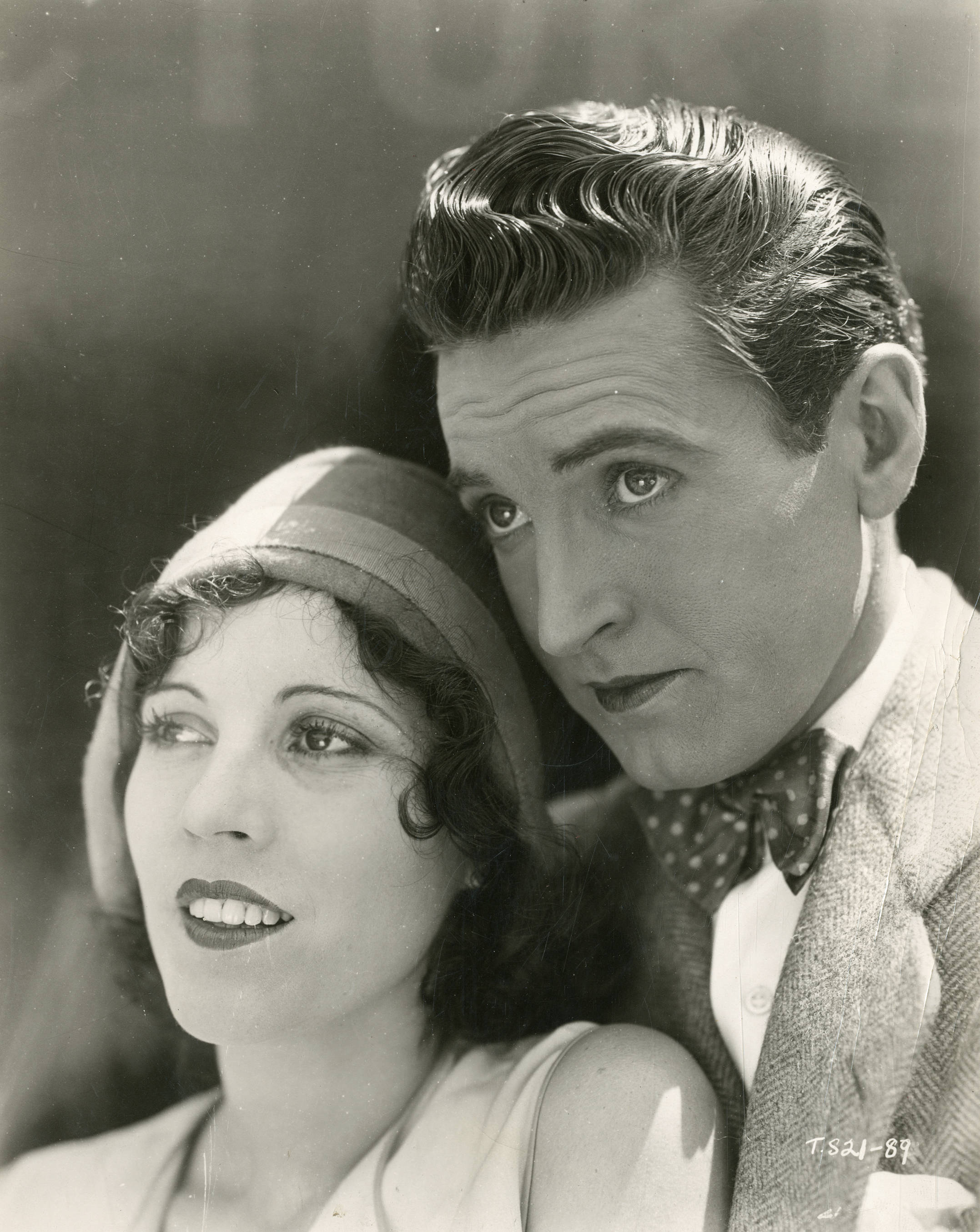
Olive Borden et Ralph Emerson.

- Olive Borden : Georgie
- Ralph Emerson : Ken
- Duke Martin : Steve
- Nellie Bryden : Morth Crary
- Helen Marlowe : la blonde